# Sibila Eritreia

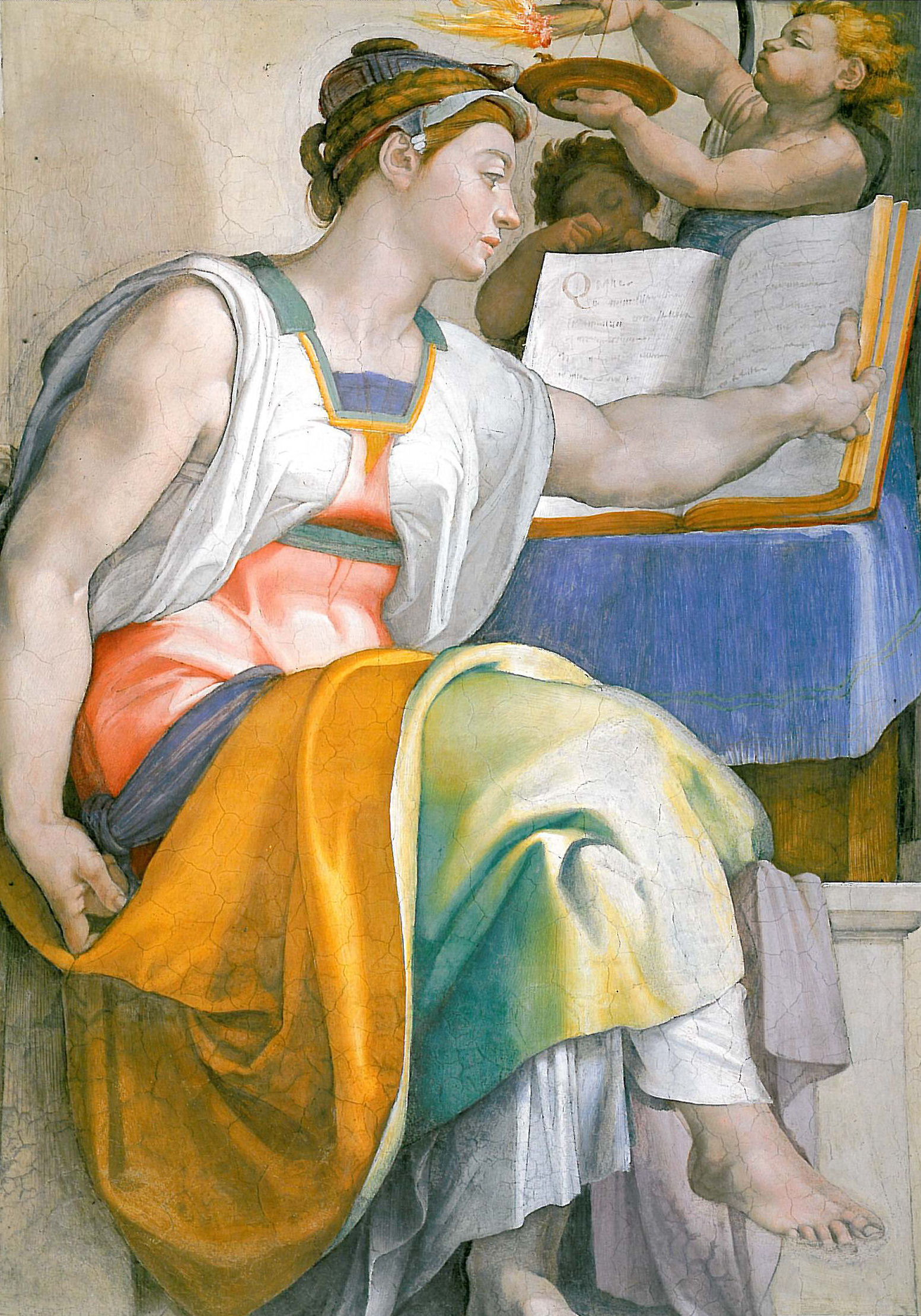
Afresco de Michelangelo retratando a sibila Eritreia

A sibila Eritreia é uma figura da mitologia greco-romana que representa uma profetisa da Antiguidade Clássica. As lendas diziam que ela atuava como um oráculo de Apolo em Éritras, cidade da antiga Jônia oposta a Quios, construída por Neleu, filho de Codro. Presume-se que tenha existido mais de uma sibila em Éritras, uma delas registrada com o nome de Herófila. Na iconografia cristã, a sibila Eritrea é algumas vezes  posta como a vate da Redenção. Exemplos disso estão em pinturas medievais, como as presentes na Catedral de Salisbúria. À sibila Eritreia era atribuída uma profecia em grego sobre o Fim dos Tempos cuja tradução em latim por Agostinho de Hipona é a base do Canto da Sibila, uma tradição europeia medieval.
Uma das mais notórias representações dessa sibila é a pintada por Michelangelo no teto da Capela Sistina, no Vaticano.